# Landkreis Grafenau
Der Landkreis Grafenau gehörte zum bayerischen Regierungsbezirk Niederbayern. Sein ehemaliges Gebiet liegt heute im Landkreis Freyung-Grafenau.

## Geographie

### Wichtige Orte
Die größten Orte waren Grafenau (Verwaltungssitz), Sankt Oswald, Riedlhütte, Schönberg und Schönanger (jetzt Neuschönau).

### Nachbarkreise
Der Landkreis grenzte 1972 gegen den Uhrzeigersinn im Nordwesten beginnend an die Landkreise Regen, Deggendorf, Vilshofen, Passau und Wolfstein. Im Nordosten grenzte er an die Tschechoslowakei.

## Geschichte

### Frühmittelalter
Zenting bildet den ältesten Siedlungsbereich des früheren Landkreises Grafenau und wurde im Frühmittelalter von Schwanenkirchen aus urbar gemacht. Thurmansbang und Saldenburg sind etwas später von Aicha vorm Wald aus besiedelt worden. Von Zenting aus ist das Gebiet um Innernzell als erster Siedlungskern des Grafenauer Landes nördlich des Sonnenwalds ebenfalls im Frühmittelalter gerodet worden.

### Landgericht
Die Wittelsbacher machten im 15. Jahrhundert Bärnstein zum Sitz eines Pfleggerichts für das Grafenauer Land, dessen Pfleger als Hauptmann vor dem Walde zugleich Leiter der militärischen Gebietsorganisation war und über ein Zeughaus verfügte. 1799 wurde der Sitz des Landgerichts Bärnstein nach Grafenau verlegt. 1811 wurde in Folge der Verwaltungsneugliederung des Staates, im neuen Königreich Bayern, das Landgericht Grafenau errichtet und dem Unterdonaukreis zugeordnet. Die Kreishauptstadt war zu jener Zeit Passau. 1838 wurde der Unterdonaukreis in Kreis Niederbayern umbenannt, aus dem der gleichnamige Regierungsbezirk hervorging. Die Kreishauptstadt wurde nach Landshut verlegt.

### Bezirksamt
Das Bezirksamt Grafenau folgte im Jahr 1862 dem flächengleichen Landgericht älterer Ordnung Grafenau.
Das Bezirksamt gab die Gemeinde Oberaign am 1. April 1928 an das Bezirksamt Deggendorf ab.

### Landkreis
Am 1. Januar 1939 wurde wie sonst überall im Deutschen Reich die Bezeichnung Landkreis eingeführt. So wurde aus dem Bezirksamt der Landkreis Grafenau.
Im Jahr 1946 wurde der Landkreis Grafenau um die Gemeinde Allhartsmais des Landkreises Deggendorf vergrößert. Allhartsmais wurde nach Schöfweg eingemeindet.
Am 1. Juli 1972 wurde der Landkreis Grafenau im Zuge der Gebietsreform in Bayern mit dem Landkreis Wolfstein zum neuen Landkreis Freyung zusammengefasst. Am 1. Mai 1973 erhielt der Landkreis die heutige Bezeichnung Landkreis Freyung-Grafenau. Im Zuge der Gebietsreform verlor die Stadt Grafenau ihren Status als Kreisstadt.
Daneben wurden mehrere Gemeinden zusammengefasst, sodass auf dem Gebiet des Altlandkreises heute nur mehr die elf Gemeinden Eppenschlag, Grafenau, Innernzell, Neuschönau, Saldenburg, Sankt Oswald-Riedlhütte, Schöfweg, Schönberg, Spiegelau, Thurmansbang und Zenting bestehen. Mit 31.686 Einwohnern leben heute 39 % der Landkreisbevölkerung von Freyung-Grafenau auf diesem Gebiet.

## Einwohnerentwicklung
| Jahr | Einwohner | Quelle |
| ---- | --------- | ------ |
| 1840 | 14.366    | [ 7 ]  |
| 1861 | 15.946    | [ 7 ]  |
| 1885 | 18.180    | [ 7 ]  |
| 1900 | 18.574    | [ 7 ]  |
| 1910 | 20.058    | [ 7 ]  |
| 1925 | 21.740    | [ 7 ]  |
| 1939 | 22.999    | [ 7 ]  |
| 1950 | 30.071    | [ 7 ]  |
| 1960 | 28.100    | [ 8 ]  |
| 1971 | 29.600    | [ 9 ]  |

## Gemeinden
Vor dem Beginn der bayerischen Gebietsreform umfasste der Landkreis Grafenau in den 1960er Jahren 25 Gemeinden:
- Eberhardsreuth, heute zu Schönberg
- Eppenschlag
- Grafenau (Stadt)
- Großarmschlag, heute zu Grafenau
- Hartmannsreit, heute zu Schönberg
- Haus im Wald, heute zu Grafenau
- Heinrichsreit, heute zu Grafenau
- Innernzell
- Kirchberg, heute zu Schönberg
- Lembach, heute zu Saldenburg
- Nendlnach, heute zu Grafenau
- Neudorf, heute zu Grafenau
- Oberkreuzberg, heute zu Spiegelau
- Ranfels, heute zu Zenting
- Rosenau, heute zu Grafenau
- Saldenburg

Landkreis Grafenau, Gemeindegrenzenkarte von 1961

- Sankt Oswald, heute zu Sankt Oswald-Riedlhütte
- Schlag, heute zu Grafenau
- Schöfweg
- Schönanger, 1981 umbenannt in Neuschönau
- Schönberg (Markt)
- Solla, heute zu Thurmansbang
- Spiegelau
- Thurmansbang
- Zenting

Eingemeindungen und Umbenennungen bis 1959
- Bärnstein, am 1. Januar 1946 zu Schlag
- Furth, am 1. August 1951 umbenannt in Haus im Wald
- Gmünd, am 1. Januar 1946 zu Innernzell
- Großmisselberg, am 28. Dezember 1946 zu Eppenschlag
- Hilgenreith, am 1. Januar 1946 zu Innernzell
- Klingenbrunn, am 14. August 1959 umbenannt in Spiegelau
- Kreuzberg, 1931 umbenannt in Oberkreuzberg
- Liebersberg, 1946 zu Schlag und Neudorf
- Mitternach, am 28. Dezember 1946 zu Schönberg

## Politik
Letzter Landrat war Karl Bayer (SPD, ab 1972 CSU). Einer der Vorgänger war Anton Bogenstätter, im Amt von 1948 bis 1964. In das ehemalige Landratsamt in Grafenau in der Friedhofstraße zog nach der Kreisreform das Finanzamt Freyung-Grafenau ein.
Bis heute lebt dieser Altlandkreis in verschiedenen Aufteilungen weiter, so etwa bei der Wählergruppe der Freien Wähler. Im Grafenauer Land engagierte sich die „Freie Wähler Gemeinschaft – Grafenauer Land“, im ehemaligen Landkreis Wolfstein die „Christliche Wähler Gemeinschaft“. Dieses unterschiedliche Engagement in den einzelnen Landkreisteilen wirkt sich dann auch in den signifikant unterschiedlichen Wahlergebnissen aus. Ebenso wird die Lokalausgabe F der PNP mit zwei unterschiedlichen Titeln, Grafenauer Anzeiger und Passauer Neue Presse, herausgegeben. Auch die Grenze des römisch-katholischen Dekanats Grafenau stimmt mit den Landkreisgrenzen vor 1972 überein. Daneben findet sich auch in der Bankenwelt diese Aufteilung in Ansätzen wieder. Die Volksbanken-Raiffeisenbanken des Landkreises Freyung-Grafenaus trennen sich an der ehemaligen Landkreisgrenze. Diese sind jedoch mit dem jeweiligen Nachbarn, der VR-Bank in Regen für Grafenau und der VR-Bank Passau für Freyung, fusioniert.

### Wappen
Das Wappen des Landkreises Grafenau wurde am 24. Januar 1957 genehmigt.
Es zeigt unter den bayerischen Rauten den roten Greifen mit dem Hasen der Grafen von Formbach, die zwischen 950 und 1158 das Gebiet beherrschten und der Stadt Grafenau auch ihren Namen gaben.
Bis 1972 führte die Gemeinde Neuburg am Inn das gleiche Wappen, allerdings ohne die bayerischen Rauten.

## Kfz-Kennzeichen
Am 1. Juli 1956 wurde dem Landkreis bei der Einführung der bis heute gültigen Kfz-Kennzeichen das Unterscheidungszeichen GRA zugewiesen. Es wurde bis zum 3. August 1974 ausgegeben. Seit dem 10. Juli 2013 ist es im Landkreis Freyung-Grafenau erhältlich.